# رابرت جوردن
جیمز الیور ریگنی جونیور (به انگلیسی: James Oliver Rigney, Jr.) که بیشتر با نام مستعار رابرت جوردن (به انگلیسی: Robert Jordan) شناخته می‌شود، نویسنده اهل آمریکا است. او از این نام مستعار در رمان خیال‌پردازی حماسی خود یعنی مجموعه پرفروش چرخ زمان که او بیشتر با این سری شناخته‌شده‌است، استفاده می‌کند.

## زندگی‌نامه
رابرت جوردن زاده چارلستون، کارولینای جنوبی در ایالت‌های جنوبی آمریکا است. او در دو مأموریت از جنگ ویتنام (از ۱۹۶۸ تا ۱۹۷۰) برای نیروی زمینی ایالات متحده آمریکا به عنوان تفنگدار هلیکوپتر خدمت کرد. جوایزی شامل صلیب پرواز به همراه برگ بلوط برنزی، ستاره برنزی با شکل «V» در وسط آن و دو مدال شجاعت ویتنامی به او اهدا گردید. بعد از بازگشت از ویتنام در سیتادال مشغول به تحصیل گردید و موفق شد مدرک خود را در رشته فیزیک از آنجا دریافت کند. بعد از فارغ‌التحصیلی به عنوان مهندس هسته‌ای به خدمت نیروی دریایی ایالات متحده آمریکا درآمد و از سال ۱۹۷۷ شروع به نوشتن نمود. او از دوستداران تاریخ بود و از شکار، ماهیگیری، دریانوردی، پوکر، شطرنج، استخر و کلکسیون پیپ لذت می‌برد. جوردن با همسر خود هریت مک دوگل که ویراستار ادبی کتاب بود (همچنین ویراستار جوردن نیز بود)، در خانه‌ای به تاریخ ساخت ۱۷۹۷ زندگی می‌کردند.

### بیماری و مرگ
در ۲۳ مارس ۲۰۰۶، جوردن در بیانیه‌ای افشا کرد که به یک نوع بیماری قلبی دچار است، و حتی با درمان به‌طور متوسط بیش از چهار سال دیگر زنده نمی‌ماند. او سپس در وبلاگ خود به نام دراگون مانت برای طرفدارانش نوشت که به هیچ وجه نگران او نباشند که قصد دارد زندگی طولانی و خلاقی داشته باشد.
جوردن در تاریخ ۱۶ سپتامبر ۲۰۰۷، حدوداً ساعت ۲:۴۵ دقیقه بعد از ظهر درگذشت، و مراسم تدفین او در چهارشنبه ۱۹ سپتامبر ۲۰۰۷ برگزار گشت. جنازه جوردن سوزانده شده و خاکستر آن را در حیاط کلیسای اس تی جیمز بیرون از چارلستون واقع در گوس کریک دفن کردند.

## چرخ زمان
جوردن یازده کتاب از مجموع چهارده کتاب سری حماسی چرخ زمان را منتشر کرد. او به سبب بیماری که داشت نتوانست به‌طور کامل بر روی آخرین نسخه در این سری با نام حافظه نور (که بعدها خود این نسخه به سه قسمت تقسیم گردید) کار کند. اما جوردن در وبلاگ خود تأیید کرد که تا پایین زندگی بر روی این نسخه کار خواهد کرد. او همچنین قبل از مرگ، جزئیاتی از بخش‌های داستان را برای خانواده خود تعریف کرده بود. او قصد داشت اگر اتفاق ناگواری برایش به وقوع پیوست، امکان انتشار کتاب وجود داشته باشد. در ۷ دسامبر ۲۰۰۷، یکی از ناشرین کتاب‌های جوردن با نام تور بوکز اعلام کرد، براندون ساندرسون برای اتمام سری چرخ زمان انتخاب شده‌است. هریت مک دوگل، همسر رابرت جوردن بالاخره براندون ساندرسون که از نویسندگان پرفروش نیویورک تایمز بود را برای تکمیل کتاب ناتمام همسرش انتخاب کرد.